# Többszörös fogyatékosság
A többszörös fogyatékosság körébe olyan állapotok tartoznak, amelyek több tényezője fogyatékosság. Ezek a fogyatékosságok lehetnek függetlenek, vagy lehet az egyik a másik következménye. Amennyiben függetlenek, akkor a többszörös fogyatékosságot halmozott fogyatékosságnak tekintik. Ha az egyik fogyatékosság a másik következménye, akkor megkülönböztetik az elsődleges és a másodlagos fogyatékosságot. A kettő egyszerre is jelen lehet, például lehet valaki autista és értelmi fogyatékos, ennek következtében néma is. A következményes fogyatékosságra siketségből adódó beszédképtelenség a klasszikus példa, de a siketek szerint nem alakul ki beszédfogyatékosság a siketség következtében, mert még akkor is tudnak jelnyelven beszélni, ha hangzó nyelven nem. Bármelyik is a helyzet, ezek a fogyatékosságok nem kezelhetők egymástól függetlenül, mivel csak a megmaradt képességekre lehet építeni.
A különböző kombinációk külön típusnak számítanak; hat alaptípus esetén 57 többszörös fogyatékossági típus van. Az egyes tényezők különböző súlyosságúak lehetnek, és különböző időpontban alakulhatnak ki; ezek is meghatározóak a fejlesztés szempontjából. Nem mindegy például, hogy egy siketvak előbb vak volt-e, vagy siket, mert a korábbi állapotából már hoz stratégiákat. Hogyha több fogyatékosság egyszerre lépett fel, akkor halmozottnak számítanak. Számuk a fogyatékosok összes számához képest alacsony, de évek óta nő. Fejlesztésük csak részben alapulhat az egyes összetevők módszerein, mert amely képességet az egyikhez használnának, az nem biztos, hogy ebben az állapotban is jelen van, ezért speciális módszereket kell kidolgozni. Az érintettek a többszörös fogyatékosság kezdetétől, esetenként születéstől kezdve még több támogatást és figyelmet igényelnek. A többszörösen fogyatékos gyerekek esetén sokat segíthet a korai fejlesztés. Esetenként akár ép társaikkal együtt is tanulhatnak.
A többszörös fogyatékosok nevelését a mai Magyarországon csak bentlakásos intézetekben tudják biztosítani. Támogató szolgálat nincs. Fejlesztésük, nevelésük, ellátásuk nincs rendesen megoldva, azonban vannak törekvések és kezdeményezések arra, hogy segítsenek ezen a helyzeten.